# Manfred Starke
Manfred Starke (* 21. Februar 1991 in Windhoek) ist ein namibischer Fußballspieler. Der Linksfüßer wird meist im linken Mittelfeld oder in der Außenverteidigung, aber auch im zentralen Mittelfeld eingesetzt. Seine Laufbahn begann Starke, der von 2012 bis 2020 namibischer Nationalspieler war, bei Hansa Rostock in der 2. Bundesliga und der 3. Liga. Er war für die namibischen Jugendnationalmannschaften zeitweise auch im Faustball aktiv. Starke besitzt auch die deutsche Staatsangehörigkeit.

## Karriere

### Kindheit und Jugend in Namibia
Manfred Starke wurde 1991 als Sohn seines deutschnamibischen Vaters Richard, der aktiv Fußball gespielt hatte und später als Fußballtrainer des SK Windhoek arbeitete, und seiner aus den Niederlanden stammenden Mutter Carla in Windhoek geboren. Als Siebenjähriger begann er an der Deutschen Höheren Privatschule Windhoek mit dem Fußballspielen. Vier Jahre später begann er, zusätzlich auch Faustball zu spielen.
Als Starkes Vater bei einem Trainerlehrgang im Jahr 2003 Heinz Werner kennenlernte, wurde dieser auf Manfred aufmerksam und vermittelte ihn für ein dreiwöchiges Probetraining an den 1. FC Union Berlin. Da Union zu diesem Zeitpunkt über kein Internat verfügte, kam ein dauerhafter Wechsel in diesen Verein nicht in Frage, woraufhin Manfred Starke ein dreimonatiges Probetraining bei Hansa Rostock absolvierte. Im folgenden Jahr siedelte er als 13-Jähriger nach Rostock über, wo er im vereinseigenen Internat untergebracht wurde.

### Jugendjahre in Deutschland
Von 2004 bis 2006 spielte Starke für Hansas C-Jugend. 2006 siedelte seine zwei Jahre jüngere Schwester Sandra nach Deutschland über und strebte beim 1. FFC Turbine Potsdam eine Karriere als Fußballspielerin an; sie wurde deutsche Jugendnationalspielerin. Manfred Starke musste im Sommer 2006 wegen mangelnder sportlicher Perspektive den Platz im Rostocker Internat räumen, worauf er bei einer Gastfamilie in Rostock wohnte und seine fußballerische Laufbahn beim Vorortverein FSV Bentwisch fortsetzte. Im Sommer 2007 kehrte er zum F.C. Hansa zurück, nachdem er durch gute Leistungen in der B-Jugend Bentwischs die Verantwortlichen des Vereins überzeugen konnte.
Mit der Rostocker B-Jugend spielte Starke ab 2007 in der U-17-Bundesliga und trug unter Trainer Roland Kroos mit zwei Toren in 25 Einsätzen zum fünften Platz der Abschlusstabelle 2007/08 bei. Im Sommer 2008 rückte Starke in die A-Jugend des Vereins auf und kam für diese in der Saison 2008/09 der A-Junioren-Bundesliga zu 25 Einsätzen. Dabei belegte die von Michael Hartmann trainierte Mannschaft mit einem Punkt Rückstand auf Werder Bremen den zweiten Rang ihrer Bundesligastaffel und verfehlte die Teilnahme an der Endrunde um die deutsche Fußballmeisterschaft der A-Junioren.
In der U-19-Bundesliga-Saison 2009/10 trug Starke, nachdem er sein Fachabitur in Metalltechnik an der „Beruflichen Schule der Hansestadt Rostock“ abgelegt hatte, mit 23 Einsätzen zum ersten Platz der Staffel Nord/Nordost bei. In der Meisterschaftsendrunde kam er in den Halbfinalspielen gegen Mainz und im Finale gegen Leverkusen zum Einsatz. Durch einen 1:0-Sieg gewann Hansa den ersten nationalen Jugendtitel im gesamtdeutschen Fußball.
Obwohl Starke seit seinem Wechsel nach Deutschland kaum noch Faustball gespielt hatte, wurde er im Winter 2008/09 für die namibische U-18-Faustballnationalmannschaft nominiert und nahm im Januar 2009 an der U-18-Weltmeisterschaft in Swakopmund teil. Die namibische Mannschaft belegte den letzten Platz unter den sechs teilnehmenden Nationen. Im gleichen Jahr spielte Starke erstmals für die Jugendauswahlen des namibischen Fußballverbandes: Bei einem Ende August 2009 in Angola stattfindenden Vier-Nationen-Turnier belegte er mit der U-19-Auswahl den zweiten Rang. Vornehmlich nahm er an Spielen der Nationalmannschaft teil, wenn er im Urlaub in Namibia weilte, so auch im Dezember 2010 bei einem Spiel der U-23-Auswahl im Rahmen der Olympia-Qualifikation. Während der Urlaube spielte er auch für den SK Windhoek in Turnieren wie dem „Christmas Cup“.

### Anfänge bei Hansa Rostock
Obwohl Hansas Profimannschaft im Sommer 2010 in die 3. Liga abgestiegen war und mit der Integration von Tom Trybull, Kevin Müller und Lucas Albrecht verstärkt auf Spieler der A-Jugend-Meistermannschaft zurückgriff, konnte sich Starke nicht für eine Übernahme in Rostocks Profikader empfehlen. Er wurde der Reservemannschaft zugeteilt, die in der Saison 2010/11 unter Trainer Axel Rietentiet in der fünftklassigen Oberliga Nordost spielte, in die sie aus finanziellen Gründen zurückzog, obwohl sie den Klassenerhalt in der Regionalliga erreicht hatte. Starke etablierte sich als Stammspieler und trug in 27 Einsätzen dazu bei, dass die Mannschaft punktgleich mit dem Erstplatzierten Torgelow den zweiten Platz der Abschlusstabelle belegte. Auf den durch Torgelows Verzicht möglichen Aufstieg verzichtete Hansas Reservemannschaft und spielte auch in der Saison 2011/12 in der Oberliga.
Rostocks Profimannschaft stieg im Sommer 2011 in die 2. Bundesliga auf und Starkes Einsatzchancen verringerten sich. Bis zum Herbst spielte er in 12 Spielen in der Reservemannschaft und empfahl sich dort mit guten Leistungen für die Profimannschaft unter Peter Vollmann. Im November 2011 berief Vollmann Starke in den Profikader, wo er am 25. November gegen Union Berlin erstmals auf der Auswechselbank Platz nahm. Um Spielpraxis zu bekommen, gehörte Starke in der Folgezeit zur Stammformation der Reserve in der Oberliga. Nachdem Trainer Vollmann im Dezember 2011 durch Wolfgang Wolf ersetzt wurde, änderte sich die Situation zunächst nicht. Am 10. April 2012 debütierte Starke in der 2. Bundesliga durch Einwechslung im Auswärtsspiel gegen Energie Cottbus ein. Er kam an den nachfolgenden vier Spieltagen zum Einsatz, zweimal in der Startaufstellung. Mit der Mannschaft holte er in diesen letzten vier Saisonspielen einen Punkt, was den erneuten Abstieg des Vereins in die 3. Spielklasse besiegelte. Seinen auslaufenden Vertrag mit Hansa verlängerte er um ein Jahr bis 2013.
Im Oktober 2012 wurde Starke durch Nationaltrainer Bernhard Kaanjuka erstmals in die Namibische Fußballnationalmannschaft berufen, die in Vorbereitung auf die Qualifikationsspiele zur Weltmeisterschaft 2014 ein zehntägiges Trainingslager in der Sportschule Kaiserau in Deutschland abhielt. Verletzungsbedingt musste er seine Teilnahme absagen, kam am 13. Oktober 2012 beim 0:0-Remis Namibias im Testspiel gegen Ruanda zu seinem ersten Länderspieleinsatz.
Zu Beginn der Drittliga-Spielzeit 2012/13 hatte Starke eine Reservistenrolle inne und kam bis Frühjahr 2013 trotz Trainerwechsels von Wolf zu Marc Fascher nur zu fünf Kurzeinsätzen. Hansa geriet erneut in Abstiegsgefahr. Ab April 2013 stand Starke in den letzten sieben Saisonspielen in der Startaufstellung und erzielte drei Tore, wodurch er Anteil am Klassenerhalt hatte. Seinen Vertrag verlängerte er um zwei Jahre bis 2015. Zum Ende der Saison 2014/15 wurde der Vertrag nicht verlängert. Damit endete seine 9-jährige Laufbahn im Verein.

### Stationen seit 2015
Im Sommer 2015 wechselte Starke zum Regionalligisten FC Carl Zeiss Jena. Er folgte damit seinem Rostocker Teamkollegen Robin Krauße. In der Saison 2016/17 qualifizierte sich Starke mit der Mannschaft für die Aufstiegsrelegation zur 3. Liga, in der sie sich gegen den FC Viktoria Köln durchsetzten. Bis 2019 absolvierte er für Carl Zeiss Jena in der 3. Liga 64 Spiele, in denen er 11 Tore erzielte und 15 vorbereitete.
Im Sommer 2019 unterschrieb Starke einen Zweijahresvertrag beim Drittligisten 1. FC Kaiserslautern. In der Saison 2019/20 erzielte er in elf Pflichtspielen zwei Tore. Nach einer Spielzeit wechselte er zur Saison 2020/21 zum Ligakonkurrenten FSV Zwickau, bei dem er einen Zweijahresvertrag unterschrieb.
Zur Saison 2022/23 wechselte er zum Drittligaaufsteiger VfB Oldenburg. Bei den Niedersachsen entwickelte sich Starke zu einem Führungsspieler und lief in der ersten Saison 36 Mal für Oldenburg auf und erzielte dabei sechs Tore. Mit seinem Treffer gegen den TSV 1860 München wurde er für das Tor des Monats im Februar 2023 nominiert und erhielt 22 Prozent der Stimmen, womit er Rang 2 hinter Marius Bülter von Schalke 04 erreichte.
Starke wechselte zur Saison 2023/24 zum Ligakonkurrenten TSV 1860 München. Er verließ den Verein ein Jahr später wieder. Nach einem Jahr der Vereinslosigkeit schloss er sich im Juli 2025 dem Oberligisten FC Einheit Rudolstadt an.

## Erfolge
Hansa Rostock
- Deutscher Meister der A-Junioren: 2009/10
- Mecklenburg-Vorpommern-Pokalsieger: 2010/11, 2014/15

FC Carl Zeiss Jena
- Thüringen-Pokalsieger: 2015/16, 2017/18

1. FC Kaiserslautern
- Südwestpokalsieger: 2019/20